# Lätt flugvikt i grekisk-romersk stil i brottning vid olympiska sommarspelen 1988
Herrarnas brottningsturnering i grekisk-romersk stil i viktklassen lätt flugvikt vid olympiska sommarspelen 1988 avgjordes i Seongnam i Sangmu Gymnasium. 

## Medaljörer
| Klass         | Guld                      | Silver               | Brons                     |
| Lätt flugvikt | Vincenzo Maenza · Italien | Andrzej Głąb · Polen | Bratan Tzenov · Bulgarien |

## Resultat
- TO — Vinst genom fall
- SP — Vinst genom överlägsenhet, 12-14 poängs skillnad, förloraren med poäng
- SO — Vinst genom överlägsenhet, 12-14 poängs skillnad, förloraren utan poäng
- ST — Vinst genom teknisk överlägsenhet, 15 poäng skillnad
- PP — Vinst genom poäng, förloraren med tekniska poäng
- PO — Vinst genom poäng, förloraren utan tekniska poäng
- PA — Vinst genom att motståndaren skadas
- DQ — Vinst genom förverkande
- D2 — Båda brottarna diskvalificerade på grund av passivitet  (0-0 poäng)
- DNA — Dök inte upp
- L — Förluster
- ER — Elimineringsrunda
- CP — Klassificeringspoäng
- TP — Tekniska poäng

- PA — Vinst genom att motståndaren skadats

### Elimineringsrunda

#### Pool A
| L        |                       | CP        | TP       |                       | L        |          |
| Omgång 1 | Omgång 1              | Omgång 1  | Omgång 1 | Omgång 1              | Omgång 1 | Omgång 1 |
| -------- | --------------------- | --------- | -------- | --------------------- | -------- | -------- |
| 1        | Ikuzo Saito (JPN)     | 1-3 PP    | 1-3      | Mark Fuller (USA)     | 0        |          |
| 0        | Vincenzo Maenza (ITA) | 3-0 PO    | 11-0     | Lars Rønningen (NOR)  | 1        |          |
| 0        | Markus Scherer (FRG)  | 3-1 PP    | 10-5     | Reza Simkhah (IRI)    | 1        |          |
| 0        | Bratan Tzenov (BUL)   | 3.5-0 PS  | 2:10     | Yang Zhizong (CHN)    | 1        |          |
| Omgång 2 |                       |           |          |                       |          |          |
| 2        | Ikuzo Saito (JPN)     | 1-3 PP    | 1-9      | Vincenzo Maenza (ITA) | 0        |          |
| 1        | Mark Fuller (USA)     | 1-3 PP    | 4-6      | Lars Rønningen (NOR)  | 1        |          |
| 1        | Markus Scherer (FRG)  | .5-3.5 SP | 3-15     | Bratan Tzenov (BUL)   | 0        |          |
| 2        | Reza Simkhah (IRI)    | 0-4 ST    | 0-16     | Yang Zhizong (CHN)    | 1        |          |
| Omgång 3 |                       |           |          |                       |          |          |
| 2        | Mark Fuller (USA)     | 1-3 PP    | 4-7      | Vincenzo Maenza (ITA) | 0        |          |
| 2        | Lars Rønningen (NOR)  | .5-3.5 SP | 4-16     | Bratan Tzenov (BUL)   | 0        |          |
| 1        | Markus Scherer (FRG)  | 3-1 PP    | 13-4     | Yang Zhizong (CHN)    | 2        |          |
| Omgång 4 |                       |           |          |                       |          |          |
| 0        | Vincenzo Maenza (ITA) | 3.5-.5 SP | 15-1     | Markus Scherer (FRG)  | 2        |          |
| 0        | Bratan Tzenov (BUL)   |           |          | Bye                   |          |          |
| Omgång 5 |                       |           |          |                       |          |          |
| 1        | Bratan Tzenov (BUL)   | 1-3 PP    | 3-4      | Vincenzo Maenza (ITA) | 0        |          |

| Brottare              | L | ER | CP   |
| --------------------- | - | -- | ---- |
| Vincenzo Maenza (ITA) | 0 | -  | 15.5 |
| Bratan Tzenov (BUL)   | 1 | -  | 11.5 |
| Markus Scherer (FRG)  | 2 | 4  | 7    |
| Yang Zhizong (CHN)    | 2 | 3  | 5    |
| Mark Fuller (USA)     | 2 | 3  | 5    |
| Lars Rønningen (NOR)  | 2 | 3  | 3.5  |
| Ikuzo Saito (JPN)     | 2 | 2  | 2    |
| Reza Simkhah (IRI)    | 2 | 2  | 1    |

#### Pool B
| L        |                               | CP        | TP       |                               | L        |          |
| Omgång 1 | Omgång 1                      | Omgång 1  | Omgång 1 | Omgång 1                      | Omgång 1 | Omgång 1 |
| -------- | ----------------------------- | --------- | -------- | ----------------------------- | -------- | -------- |
| 0        | Andrzej Głąb (POL)            | 3-1 PP    | 10-5     | Magiatdin Allakhverdiev (URS) | 1        |          |
| 0        | Dov Groverman (ISR)           | 4-0 DQ    |          | Abdallah Al-Izani (YAR)       | 1        |          |
| 0        | Khaled Al-Faraj (SYR)         | 4-0 TF    | 5:11     | Víctor Capacho (COL)          | 1        |          |
| 0        | Goun Duk-Yong (KOR)           | 3-0 PO    | 1-0      | József Faragó (HUN)           | 1        |          |
| Omgång 2 |                               |           |          |                               |          |          |
| 0        | Andrzej Głąb (POL)            | 3-1 PP    | 16-7     | Dov Groverman (ISR)           | 1        |          |
| 1        | Magiatdin Allakhverdiev (URS) | 3.5-.5 SP | 16-4     | Khaled Al-Faraj (SYR)         | 1        |          |
| 2        | Víctor Capacho (COL)          | 1-3 PP    | 1-2      | Goun Duk-Yong (KOR)           | 0        |          |
| 1        | József Faragó (HUN)           |           |          | Bye                           |          |          |
| 1        | Abdallah Al-Izani (YAR)       |           |          | DNA                           |          |          |
| Omgång 3 |                               |           |          |                               |          |          |
| 2        | József Faragó (HUN)           | 0-3 P1    | 5:49     | Andrzej Głąb (POL)            | 0        |          |
| 1        | Magiatdin Allakhverdiev (URS) | 3-1 PP    | 7-1      | Dov Groverman (ISR)           | 2        |          |
| 1        | Khaled Al-Faraj (SYR)         | 3-1 PP    | 8-5      | Goun Duk-Yong (KOR)           | 1        |          |
| Omgång 4 |                               |           |          |                               |          |          |
| 0        | Andrzej Głąb (POL)            | 3-1 PP    | 10-5     | Khaled Al-Faraj (SYR)         | 2        |          |
| 1        | Magiatdin Allakhverdiev (URS) | 3-1 PP    | 2-1      | Goun Duk-Yong (KOR)           | 2        |          |

| Brottare                      | L | ER | CP   |
| ----------------------------- | - | -- | ---- |
| Andrzej Głąb (POL)            | 0 | -  | 12   |
| Magiatdin Allakhverdiev (URS) | 1 | -  | 10.5 |
| Khaled Al-Faraj (SYR)         | 2 | 4  | 8.5  |
| Goun Duk-Yong (KOR)           | 2 | 4  | 8    |
| Dov Groverman (ISR)           | 2 | 3  | 6    |
| József Faragó (HUN)           | 2 | 3  | 0    |
| Víctor Capacho (COL)          | 2 | 2  | 1    |
| Abdallah Al-Izani (YAR)       | 1 | 1  | 0    |

### Slutkamper
|                       | CP        | TP        |                               |           |
| 7:e plats             | 7:e plats | 7:e plats | 7:e plats                     | 7:e plats |
| --------------------- | --------- | --------- | ----------------------------- | --------- |
| Yang Zhizong (CHN)    | 4-0 PA    |           | Goun Duk-Yong (KOR)           |           |
| 5:e plats             |           |           |                               |           |
| Markus Scherer (FRG)  | 1-3 PP    | 6-16      | Khaled Al-Faraj (SYR)         |           |
| Bronsmatch            |           |           |                               |           |
| Bratan Tzenov (BUL)   | 3-0 P1    | 7:28      | Magiatdin Allakhverdiev (URS) |           |
| Final                 |           |           |                               |           |
| Vincenzo Maenza (ITA) | 3-0 PO    | 3-0       | Andrzej Głąb (POL)            |           |